# Jerzy Sydor
Jerzy Sydor (ur. 30 lipca 1924, zm. 17 lutego 2013) – polski historyk.

## Biografia
Jerzy Sydor urodził się 30 lipca 1924 roku. Był bibliotekarzem, asystentem, a następnie adiunktem w Zakładzie Historii Polski i Powszechnej XIX i XX wieku Uniwersytetu Wrocławskiego. Badania i publikacje dotyczą historii Śląska. Zmarł 17 lutego 2013.

## Odznaczenia i nagrody
- Krzyż Kawalerski Orderu Odrodzenia Polski[1]
- Złoty Krzyż Zasługi[1]
- Odznaka Honorowa Zasłużony dla Województwa Dolnośląskiego (złota)[1]

## Wybrane publikacje
(za viaf.org)
- 1956 – Z bojowych tradycji wałbrzyskiego proletariatu
- 1958 – Strajk górników wałbrzyskich w 1853 roku
- 1963 – Historia Śląska (wielotomowe opracowanie zbiorowe)
- 1964 – Dzieje Śląska w wypisach (wraz z S. Michalkiewiczem)
- 1969 – Wiosna ludów w powiatach górskich Dolnego Śląska
- 1985 – Kamienna góra. Monografia geograficzno-historyczna miasta i okolic (wraz z S. Michalkiewiczem)
- 1987 – Szlakiem bohaterów „Trylogii”: przewodnik turystyczno-historyczny (wraz z L. Wierzejskim)